# مقاطعة مدينة (تكساس)
مقاطعة مدينة (بالإنجليزية: Medina  County)‏ هي إحدى المقاطعات في ولاية تكساس، الولايات المتحدة الأمريكية.